# Massive (verlichting)
Massive was een multinationale onderneming en was in België marktleider voor verlichtingsarmaturen. 

## Geschiedenis
Het bedrijf is gegroeid uit het familiebedrijf 'De Jaeck'. Pieter-Jozef De Jaeck begon een bronsgieterij in Wilrijk alwaar hij ook luchters vervaardigde. Door dit succes stapte men vrij snel over op de productie van lamphouders. Zoon Eddy De Jaeck zorgde vanaf de jaren zeventig voor een internationale expansie. De productie werd gevestigd in Mortsel waar ook een belangrijke toonzaal werd geopend.
Het bedrijf opende tien toonzalen in België en verkocht eveneens via diverse retailkanalen. In de jaren tachtig en negentig van de vorige eeuw waren ze absoluut marktleider in de consumentenverlichting in België en West-Europa. De commerciële zetel kwam in Wommelgem en de engineering en productie in Kontich.
Toen de broers Jan en Piet De Jaeck de leiding hadden over het bedrijf werd het in 2002 over gelaten aan de investeringsgroep CVC Capital Partners voor meer dan 250 miljoen euro. Deze investeringsgroep bracht Massive onder in een overkoepelende structuur, Partners in Lighting International genoemd. In 2005 werd de Roeselaarse verlichtingsproducent Modular overgenomen en binnen deze structuur ondergebracht. In 2006 volgde het Duitse Trio Leuchten. PLI was toen marktleider in Europa met een marktaandeel van 7%. Jan De Jaeck trad eind april 2006 af als bestuurder van PLI, hiermee verdween het laatste lid van de stichtersfamilie uit het bedrijf.
CVC was sindsdien op zoek naar een overnemer en vond deze in de Nederlandse elektronicareus Philips. Toen de overname in november 2006 werd bekendgemaakt commercialiseerde Massive zo'n 10.000 verlichtingsproducten onder merknamen als Massive, TRIO en Lirio. De groep telde wereldwijd zo'n 5.000 werknemers en was actief in 70 landen.
De productie was inmiddels ook verhuisd van Kontich naar China.
Het merk 'Massive' en de typische toonzalen in België werden geleidelijk aan afgevoerd. Eind 2014 was deze transformatie rond en dragen alle winkels de naam Light Gallery.
In 2009 kwam de familie De Jaeck nog in het nieuws naar aanleiding van hun minnelijke schikking met de Belgische overheid. Ze betaalden een som van 85 miljoen euro om een rechtszaak te vermijden. Dit was toen de grootste dading die het openbaar ministerie ooit had gesloten.